# Oliarces clara
Oliarces clara là một loài côn trùng trong họ Ithonidae thuộc bộ Neuroptera. Loài này được Banks miêu tả năm 1908.